# Triumph of Astana
Le Triomphe d'Astana est un gratte-ciel résidentiel de 142 mètres de hauteur construit à Astana au Kazakhstan en 2006.
L'immeuble a été conçu par l'agence SIASK dans un style néo-stalinien, proche notamment du palais du Triomphe construit en 2005 à Moscou. Comme le palais du Triomphe, l'immeuble comprend une imposante flèche centrale.